# Rolleston on Dove
Pour les articles homonymes, voir Rolleston.
Rolleston on Dove est un village et une paroisse civile du Staffordshire, en Angleterre. Il est situé dans l'est du comté, non loin de la frontière du Derbyshire, à environ 5 km au nord de la ville de Burton upon Trent. Administrativement, il relève du district du East Staffordshire. Au recensement de 2011, il comptait 3 267 habitants.
Le village abrite notamment Rolleston Hall, un manoir construit au XVIIe siècle pour la famille Mosley. L'homme politique fasciste Oswald Mosley (1896-1980) y passe une partie de sa jeunesse. Le domaine des Mosley est vendu et le manoir détruit dans les années 1920.

## Étymologie
Le nom Rolleston est d'origine germanique et signifie « la ferme de Hrothwulf » ou « la ferme de Hrólfr », le premier étant un nom vieil-anglais et le second vieux-norrois. Il est attesté sous la forme Rothulfeston dès 941. Dans le Domesday Book, le village apparaît sous le nom de Rolvestune.

## Transports
La gare de Rolleston on Dove est ouverte en 1894. Elle est desservie par les trains de la North Staffordshire Railway (en) et de la Great Northern Railway. Elle ferme ses portes en 1949.

## Personnalités liées
- Robert W. Ford (1923-2013), auteur et opérateur radio au Tibet entre 1945 et 1950 y a vécu.